# Alavieska
Alavieska è un comune finlandese di 2447 abitanti, situato nella regione dell'Ostrobotnia Settentrionale.

## Amministrazione
Il precedente sindaco è stato Hans Olander.

## Società

### Evoluzione demografica
"Abitanti censiti"